# 维奥雷尔·马诺莱
维奥雷尔·马诺莱（羅馬尼亞語：Viorel Manole，1956年5月31日—），罗马尼亚男子排球运动员。他曾代表罗马尼亚国家队参加1980年夏季奥林匹克运动会排球比赛，获得一枚铜牌。